# Ciro Immobile
Ciro Immobile (ur. 20 lutego 1990 w Torre Annunziata) – włoski piłkarz, występujący na pozycji napastnika, były reprezentant Włoch. Złoty medalista Mistrzostw Europy 2020, srebrny medalista Igrzysk Śródziemnomorskich 2009 i Mistrzostw Europy U-21 2013, uczestnik Mistrzostw Świata 2014 i Mistrzostw Europy 2016.

## Kariera klubowa
Ciro Immobile jest wychowankiem klubu Sorrento, w którym trenował do czerwca 2008. Wówczas został sprowadzony do Juventusu, z którym początkowo występował w rozgrywkach Campionato Primavera. W 2009 Immobile wziął udział w Torneo di Viareggio, na którym zdobył pięć bramek, w tym dwie w półfinale z Torino (wygrana 3:1) i dwie w finale z Sampdorią (zwycięstwo 4:1).
Dzięki temu został włączony do kadry seniorów Juventus. W Serie A zadebiutował 14 marca 2009 podczas wygranego meczu z Bologną (4:1), kiedy to w końcówce spotkania zmienił Alessandro Del Piero. Był to jedyny występ Immobile w sezonie 2008/2009, który Juventus zakończył na 2. miejscu w ligowej tabeli. Podczas rozgrywek 2009/2010 piłkarz zanotował cztery występy: dwa w lidze, po jednym w Pucharze Włoch i Lidze Mistrzów. W Lidze Mistrzów zadebiutował 25 listopada w przegranym 0:2 pojedynku z Girondins Bordeaux.
1 lipca 2010 Immobile wspólnie z Luką Marrone został wypożyczony do Robur Siena. W sezonie 2013/2014 został królem strzelców Serie A w barwach Torino.
2 czerwca 2014 podpisał 5-letni kontrakt z Borussią Dortmund, której zawodnikiem został 1 lipca.
12 lipca 2015 Sevilla oficjalnie potwierdziła, że został wypożyczony z Borussii Dortmund.
W styczniu 2016 wrócił do Torino, do którego został wypożyczony z prawem pierwokupu. W pierwszym meczu z Frosinone Calcio strzelił gola z rzutu karnego wywalczonego przez Kamila Glika.
Po zakończeniu wypożyczenia wykupiło go Lazio. 21 sierpnia 2016 strzelił gola w pierwszym meczu dla Lazio, trafiając w wygranym 4:3 meczu z Atalantą. 3 listopada 2019 strzelił 100. bramkę dla Lazio, dokonując tego w starciu z Milanem (2:1). Strzelając bramkę w meczu przeciwko Olympique Marsylia, Immobile stał się najskuteczniejszym strzelcem w historii Lazio z 160 golami na koncie, bijąc rekord Silvio Pioly, który w barwach rzymskiego klubu zdołał zanotować 159 trafień.
10 lutego 2024, w meczu przeciwko Cagliari (3:1), Immobile strzelił swoją 200. bramkę w Serie A, stając się ósmym zawodnikiem w historii rozgrywek, który tego dokonał.
13 lipca 2024 roku przeniósł się do tureckiego Beşiktaşu.

## Kariera reprezentacyjna
25 marca 2009 w pojedynku z Austrią, Immobile zadebiutował w reprezentacji Włoch do lat 21 prowadzonej przez trenera Pierluigiego Casiraghiego. Spotkanie rozegrano w Wiedniu i zakończyło się ono rezultatem (2:2). W tym samym roku razem z reprezentacją Włoch do lat 20 Immobile wziął udział w Igrzyskach Śródziemnomorskich, na których Włosi zajęli 2. miejsce, przegrywając w finale z Hiszpanami. Gracz Juventusu wystąpił we wszystkich czterech meczach turnieju bez zdobycia bramki. 5 marca 2014 zadebiutował w seniorskiej reprezentacji Włoch w meczu towarzyskim przeciwko Hiszpanii.

## Statystyki

### Klubowe
(aktualne na koniec sezonu 2024/2025)
| Klub               | Sezon              | Liga               | Liga  | Liga   | Puchar kraju | Puchar kraju | Europa | Europa | Inne  | Inne   | Suma  | Suma   |
| Klub               | Sezon              | Liga               | Mecze | Bramki | Mecze        | Bramki       | Mecze  | Bramki | Mecze | Bramki | Mecze | Bramki |
| ------------------ | ------------------ | ------------------ | ----- | ------ | ------------ | ------------ | ------ | ------ | ----- | ------ | ----- | ------ |
| Juventus           | 2008/2009          | Serie A            | 1     | 0      | –            | –            | –      | –      | –     | –      | 1     | 0      |
| Juventus           | 2009/2010          | Serie A            | 2     | 0      | 1            | 0            | 1      | 0      | –     | –      | 4     | 0      |
| Siena (wyp.)       | 2010/2011          | Serie B            | 4     | 1      | 2            | 1            | –      | –      | –     | –      | 6     | 2      |
| US Grosseto (wyp.) | 2010/2011          | Serie B            | 16    | 1      | –            | –            | –      | –      | –     | –      | 16    | 1      |
| Pescara (wyp.)     | 2011/2012          | Serie B            | 37    | 28     | –            | –            | –      | –      | –     | –      | 37    | 28     |
| Genoa              | 2012/2013          | Serie A            | 33    | 5      | 1            | 0            | –      | –      | –     | –      | 34    | 5      |
| Torino             | 2013/2014          | Serie A            | 33    | 22     | 1            | 1            | –      | –      | –     | –      | 34    | 23     |
| Borussia Dortmund  | 2014/2015          | Bundesliga         | 24    | 3      | 3            | 3            | 6      | 4      | 1     | 0      | 34    | 10     |
| Sevilla (wyp.)     | 2015/2016          | Primera División   | 8     | 2      | 3            | 2            | 3      | 0      | 1     | 0      | 15    | 4      |
| Torino (wyp.)      | 2015/2016          | Serie A            | 14    | 5      | –            | –            | –      | –      | –     | –      | 14    | 5      |
| Lazio              | 2016/2017          | Serie A            | 36    | 23     | 5            | 3            | –      | –      | –     | –      | 41    | 26     |
| Lazio              | 2017/2018          | Serie A            | 33    | 29     | 4            | 2            | 9      | 8      | 1     | 2      | 47    | 41     |
| Lazio              | 2018/2019          | Serie A            | 36    | 15     | 5            | 3            | 5      | 1      | –     | –      | 46    | 19     |
| Lazio              | 2019/2020          | Serie A            | 37    | 36     | 2            | 1            | 4      | 2      | 1     | 0      | 44    | 39     |
| Lazio              | 2020/2021          | Serie A            | 35    | 20     | 1            | 0            | 5      | 5      | –     | –      | 41    | 25     |
| Lazio              | 2021/2022          | Serie A            | 31    | 27     | 2            | 1            | 7      | 4      | –     | –      | 40    | 32     |
| Lazio              | 2022/2023          | Serie A            | 31    | 12     | 1            | 0            | 6      | 2      | –     | –      | 38    | 14     |
| Lazio              | 2023/2024          | Serie A            | 31    | 7      | 3            | 0            | 8      | 4      | 1     | 0      | 43    | 11     |
| Beşiktaş JK        | 2024/2025          | Süper Lig          | 30    | 15     | 2            | 0            | 8      | 2      | 1     | 2      | 41    | 19     |
| Ogólnie w karierze | Ogólnie w karierze | Ogólnie w karierze | 472   | 251    | 36           | 17           | 62     | 32     | 6     | 8      | 576   | 304    |

### Reprezentacyjne
(aktualne na 9 września 2023)
| Reprezentacja | Rok     | Mecze | Bramki | Asysty |
| ------------- | ------- | ----- | ------ | ------ |
| Włochy        |         |       |        |        |
| 2014          | 9       | 1     | 1      |        |
| 2015          | 3       | 0     | 0      |        |
| 2016          | 8       | 4     | 0      |        |
| 2017          | 10      | 2     | 1      |        |
| 2018          | 5       | 0     | 0      |        |
| 2019          | 4       | 3     | 2      |        |
| 2020          | 3       | 0     | 1      |        |
| 2021          | 12      | 5     | 3      |        |
| 2022          | 1       | 0     | 0      |        |
| 2023          | 2       | 2     | 0      |        |
| Ogólnie       | Ogólnie | 57    | 17     | 8      |

## Sukcesy

### Juventus
- Torneo di Viareggio: 2009, 2010

### Delfino Pescara 1936
- Mistrzostwo Serie B: 2011/2012

### Borussia Dortmund
- Superpuchar Niemiec: 2014

### S.S. Lazio
- Puchar Włoch: 2018/2019
- Superpuchar Włoch: 2017, 2019

### Reprezentacyjne
- Mistrzostwo Europy: 2020
- Wicemistrzostwo Europy U-21: 2013
- Wicemistrzostwo Igrzysk śródziemnomorskich: 2009

### Indywidualne
- Król strzelców Torneo di Viareggio: 2010 (10 goli)
- Król strzelców Serie B: 2011/2012 (28 goli)
- Król strzelców Serie A: 2013/2014 (22 gole), 2017/2018 (29 goli)[c], 2019/2020 (36 goli), 2021/2022 (27 goli)
- Król strzelców Ligi Europy UEFA: 2017/2018 (8 goli)[d]

### Wyróżnienia
- Europejski Złoty But: 2019/2020[13]
- Najlepszy piłkarz Torneo di Viareggio: 2010
- Najlepszy napastnik Serie A: 2019/2020[14], 2021/2022[15]
- Piłkarz sezonu w Lazio: 2019/2020[16]
- Piłkarz sezonu Serie B: 2011/2012[17]
- Piłkarz sezonu Serie A według Transfermarkt: 2019/2020[18]
- Piłkarz miesiąca Serie A: Październik 2019[19]
- Drużyna sezonu Ligi Europy UEFA: 2017/2018[20]
- Drużyna sezonu Serie A: 2013/2014[21], 2017/2018[22], 2019/2020[23], 2021/2022[24]

### Rekordy
- Najskuteczniejszy zawodnik w historii Serie A w jednym sezonie: 36 goli (sezon 2019/2020)[e]
- Najskuteczniejszy zawodnik w historii Serie A w barwach S.S. Lazio: 168 goli[f][25]
- Najskuteczniejszy zawodnik w historii S.S. Lazio: 204 gole[g][26]

## Życie prywatne
W maju 2014 w Bucchianico poślubił Jessicę Melenę.